# Fritz Becker (général)
Pour les articles homonymes, voir Fritz Becker et Becker.
Fritz Becker (né le 7 mars 1892 à Heidberg et mort le 11 juin 1967 à Herzberg) est un Generalleutnant dans la Wehrmacht au sein de la Heer pendant la Seconde Guerre mondiale.
Il a été aussi récipiendaire de la croix de chevalier de la croix de fer. Cette décoration est attribuée pour la reconnaissance à un acte d'une extrême bravoure ou à un succès de commandement militaire.

## Biographie
Becker est le fils d'un pasteur et fait ses études secondaires à Bad Kreuznach. Il commence ensuite des études de philologie et s'engage ensuite le 29 janvier 1913 dans le 69e régiment d'infanterie en tant que porte-drapeau.
Fritz Becker est capturé par les forces britanniques en avril 1945 et reste en captivité jusqu'en 1948

## Décorations
- Croix de fer (1914)
  - 2e classe (septembre 1914)
  - 1re classe (29 octobre 1916)
- Insigne des blessés (1914)
  - en Noir
- Croix d'honneur (13 décembre 1934)
- Agrafe de la croix de fer (1939)
  - 2e classe (24 mai 1940)
  - 1re classe (3 juin 1940)
- Médaille du Front de l'Est (3 septembre 1942)
- Insigne de combat d'infanterie en Bronze (24 novembre 1941)
- Croix allemande en Or (22 novembre 1941)
- Croix de chevalier de la croix de fer
  - Croix de chevalier le 6 avril 1943 en tant que Generalmajor et commandant de la 370. Infanterie-Division[1]